# Remembering Billie
 Remembering Billie är ett musikalbum från 2004 av jazzsångerskan Monica Borrfors tillsammans med Sweet Jazz Trio. Skivan innehåller sånger ur Billie Holidays repertoar.

## Låtlista
1. My Man (Maurice Yvain/Jacques Charles/Channing Pollack/Albert Willemetz) – 4'57
2. Them There Eyes (Doris Tauber/William Tracey/Maceo Pinkard) – 2'13
3. It's Easy to Remember (Richard Rodgers/Lorenz Hart) – 3'10
4. I Cover the Waterfront (John Green/Edward Heyman) – 3'37
5. Our Love is Here to Stay (George Gershwin/Ira Gershwin) – 4'00
6. But Beautiful (Johnny Burke/Jimmy Van Heusen) – 4'49
7. God Bless the Child (Billie Holiday/Arthur Herzog Jr) – 5'29
8. I Should Care (Paul Weston/Axel Stordahl/Sammy Cahn) – 4'56
9. Good Morning Heartache (Dan Fisher/Irene Higginbotham/Ervin Drake) – 4'57
10. The End of a Love Affair (Edward Redding) – 3'50
11. You Don't Know What Love Is (Gene de Paul/Don Raye) – 4'53
12. Lover Come Back to Me (Sigmund Romberg/Oscar Hammerstein II) – 3'33
13. You Go to My Head (Fred Coots/Haven Gillespie) – 4'16

## Medverkande
- Monica Borrfors – sång
- Sweet Jazz Trio
  - Lasse Törnqvist – kornett
  - Mats Larsson – gitarr
  - Hans Backenroth – bas